# Mercatello sul Metauro
Mercatello sul Metauro är en ort och kommun i provinsen Pesaro e Urbino i regionen Marche i Italien. Kommunen hade 1 334 invånare (2018).